# Chapsa sipmanii
Chapsa sipmanii är en lavart som beskrevs av Frisch & Kalb. Chapsa sipmanii ingår i släktet Chapsa och familjen Graphidaceae.   Inga underarter finns listade i Catalogue of Life.